# A nagy szökés (esemény)
A nagy szökés elnevezést kapta utólag az a tömeges szökés, amelyet szövetséges országokból (a Szovjetunión kívül) származó 76 pilóta és egyéb repülős legénységi tag hajtott végre a második világháború idején. Az esemény az elfoglalt lengyelországi Żagań (németül Sagan) közelében levő Stalag Luft III nevű Németország hadifogoly-táborából történt 1944. március 24-től 25-re virradó éjszakán. A szökés előkészítését, végrehajtását és következményeit Paul Brickhill ausztrál író írta le a The Geat Escape (A nagy szökés) című 1950-ben megjelent könyvében. Ő is ugyanott volt fogoly, és részt vett a szökés előkészítésében. Könyve szolgált az 1963-ban bemutatott A nagy szökés című amerikai film alapjául.
A Luft III tábort 1942 márciusában hozták létre azoknak az elfogott repülős tiszteknek és altiszteknek, akik Nagy-Britanniából indultak bevetésre. Többségük a Brit Nemzetközösség országaiból származott: britek, kanadaiak, ausztrálok, új-zélandiak, dél-afrikaiak. Voltak amerikaiak is, valamint a németek által egyes elfoglalt országokból Nagy-Britanniába menekültek: lengyelek, csehek, szlovákok, norvégok, litvánok, franciák, belgák, hollandok, görögök. A tábort úgy építették fel, hogy minél jobban akadályozzák meg a szökéseket, mivel már sok pilóta kísérelt meg szökést más táborokból. Idehoztak olyan foglyokat is, akik már megszöktek egyszer vagy többször, de elfogták őket, mint Roger Bushell repülőszázad-parancsnok, aki kétszer szökött meg, másodszor Prágában fogták el, ahol nyolc hónapon át bujkált.

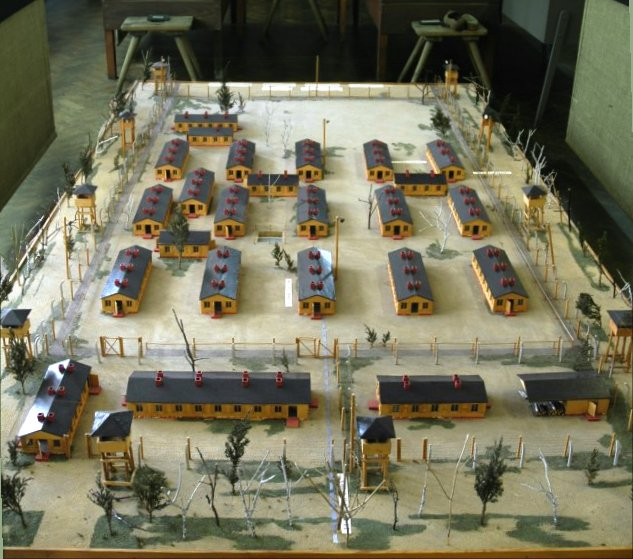
A Luft III északi altáborának modellje

## A szökés előkészítése

### Az előkészítés körülményei
A szökés előkészítését az könnyítette meg, hogy a németek betartották nagyjából a szövetségesek esetében (a szovjeteken kívül), a hadifoglyokra vonatkozó 1929-es genfi egyezmény előírásait. A Luft III foglyainak nem kellett dolgozniuk, nem éheztek, a Vöröskereszten keresztül csomagokat kaptak, a saját egyenruhájukat viselhették, szabadon mozoghattak a táborban, levelezhettek, könyvtáruk volt, előadásokat mutathattak be egy színházként működő barakkban, sportolhattak, és a németek általában korrektül bántak velük. Maguk között a foglyok betartották a hadseregeikben szabályos hierarchiát és a rangidős tisztre hallgattak, aki képviselte őket a német táborparancsnoksággal szemben. A szökésben megakadályozottak és az elfogott szökevények a genfi egyezmény értelmében csak egyszerű fegyelmi büntetést kaptak. Ez a Luft III-ban szokásosan kétheti magánzárkából állt.
Itt a foglyoknak még jobb helyzetük volt, mint más táborokban, mert személyzetét a Luftwaffe adta, a táborparancsnok ezredes és Herbert Massey, a fogoly rangidős tiszt tisztelték egymást sőt, a háborús körülmények határain belül baráti viszony volt közöttük. Guy Walters brit író szerint a táborparancsnok náciellenes volt és vigyázott arra, hogy a táborban betartsák a genfi egyezmény előírásait.

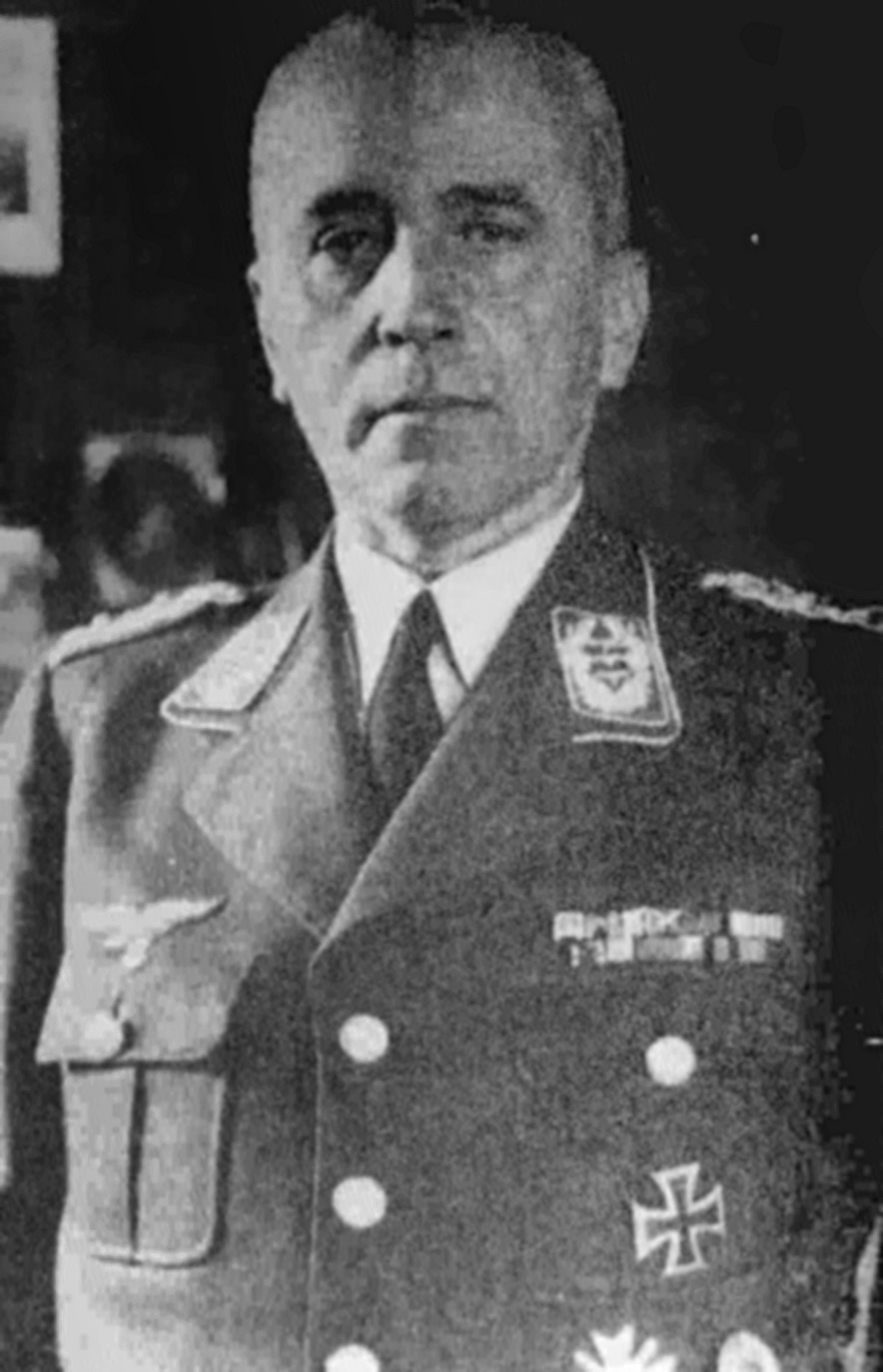
Friedrich Wilhelm von Lindeiner-Wildau ezredes, a Luft III tábor parancsnoka

A tábor egyik foglya, akit Tim Carrol brit újságíró és tévéproducer idéz, azt nyilatkozta a háború után, hogy a parancsnok korrektül viselkedett a foglyok iránt és jó időtöltési körülményeket biztosított nekik éppen azért, hogy ne akarjanak megszökni. Még angol és amerikai filmeket is behoztak nekik. A parancsnok helyettese, civilben tanár, németnyelv-tanfolyamokat szervezett nekik és vizsgákat, amelyek eredményeit elküldték nagy-britanniai egyetemeknek nyilvántartás végett.
Voltak német katonák, akik segítettek a jövőbeli szökevényeknek. Egyesek náciellenesek voltak, mint Eberhard Hesse tizedes. Ő maga kezdeményezett kapcsolatot szökni készülő foglyokkal, meggyőzte őket náciellenességéről és sokat segített nekik, nem fogadva el semmiféle ellenszolgáltatást. Kölcsönadta nekik az igazolványát, hogy másolják le, civil ruhákat, dokumentumokat, rádióalkatrészeket, pénzt, élelmezési jegyeket, térképeket hozott be nekik, de még a szövetségeseknek szánt katonai jellegű információkat is átadott. Német náciellenes civileket is bevont a foglyok segítésébe. Hessének még négy náciellenes bajtársa volt, ők is segítettek a foglyoknak.
Ha nem is voltak náciellenesek, egyes német katonák meg voltak győződve róla, hogy Németország el fogja veszíteni a háborút és jó viszonyt tartottak fenn a foglyokkal, hogy ezek esetleg segítsenek rajtuk a háború után.
Egy másik eszköz a szökéshez szükséges dolgok beszerzésére a megvesztegetés volt keksszel, cukorral, kakaóval, csokoládéval, kávéval, teával, húskonzervvel, mazsolával, szappannal vagy cigarettával, amit csomagban kaptak a foglyok tíz-tizennégy naponként. Egyes ilyen termékekhez a németek már nem jutottak normális körülmények között az akkor Németországot jellemző ellátási gondok miatt. A foglyoknak volt egy olyan csapata, amely tagjai ilyen katonákat kerestek. Baráti kapcsolatot kezdeményeztek velük és meggyőzték őket, hogy segítsenek a foglyoknak.
Egyes német katonákat zsaroltak. Például egy tizedest a fogoly, aki kapcsolatba lépett vele rávette, hogy egy fogót hozzon neki, megfizette elég sok csokoládéval és azzal az ürüggyel, hogy el kell számolnia a csokoládéval barakktársai előtt, nyugtát íratott alá vele, majd ezzel zsarolta, és a katonán keresztül szerszámokat, engedélyek kitöltetlen nyomtatványait, német pénzt, térképeket, német katonai egyenruha-gombokat és jelzéseket szerzett be, de még egy fényképezőgépet is a szükséges anyagokkal együtt.
A beszerzett rádióalkatrészekből vevőt készítettek és rajta a BBC-t hallgatták.

### A szökés motivációi
A szökés idejében a táborban több mint 12 000 fogoly volt. Nagy többségük nem akart megszökni, amiatt a trauma miatt, amit repülőjük lelövése okozott. Nem akartak újból átélni ilyen traumát, vagy tudták, hogy nem képesek részt venni szökésben, vagy nem hittek abban, hogy hazajuthatnak. Mind tudta, hogy vannak szökést előkészítő tevékenységek, és többen hozzájárultak ezekhez szökési szándék nélkül, de a többiek is általában vigyáztak, hogy ezekről ne tudjanak meg semmit a németek.
Azoknak, akik meg akartak szökni egy vagy több motivációjuk volt. Egyesek nem bírták a szabadság hiányát, egyszerűen kint akartak lenni, főleg azok, akik már évek óta voltak fogságban. Nem akartak csak lebzselni a táborban, hanem valamilyen célt is akartak követni. Cél nélkül a lelki tartásuk gyengült. A szökést magát tekintették célként, a szökést megakadályozni törekedő németekkel való konfrontációt pedig sportmérkőzésként, bár majdnem mindegyik tudatában volt annak, hogy nem sikerül neki Angliába jutni. Sokan úgy hitték, hogy a szökés köteles, és hogy ez a genfi egyezménybe és a katonai szabályzatokba is bele van foglalva, bár ez sehol sem volt így leírva. Mindenesetre a szökésben legalább erkölcsi kötelezettséget láttak arra, hogy azokkal legyenek együtt, akik harcoltak. Azt is hitték, hogy a szökés, főleg a tömeges, a harc egyik alakja, amennyiben nagy számban vonna el ellenséges katonákat a háborús erőfeszítésektől. Az utóbbi motiváció később megalapozatlannak bizonyult. A szökevények felkutatására és elfogására a németek nem vontak vissza csapatokat a frontról. Elég erőik voltak erre az országban. Egy általános felkutatási akció még hasznukra is vált, mivel ilyen alkalommal több olyan embert fogtak el, akik szempontjukból nem voltak rendben, mint az azzal az alkalommal megszökött hadifoglyok.

### A szökés szervezése
A szökést előkészítő foglyok nagyon jól szervezkedtek. A táborban létezett egy ún. X szervezet, mely már a nagy szökés előtt is szervezett sikertelen vagy sikeres szökéseket. Az utóbbiak abban az értelemben voltak sikeresek, hogy a szökevények kijutottak a táborból, de többnyire újra elfogták őket.

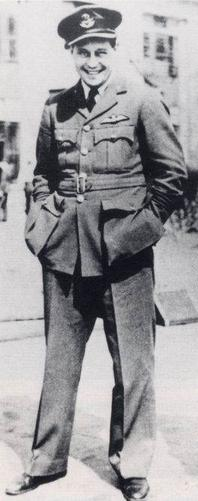
Roger Bushell, az X szervezet főnöke, aki a szökés előkészítését vezette

1943 márciusában Bushell az X szervezet főnöke lett, és szökési tervet dolgozott ki. Ezt jóváhagyta Massey ezredes. Három alagút egyidőben való kiásását tervezte abban a reményben, hogy legalább egyre nem fognak rátalálni a németek, és 200 fogoly szökését. Azt tervezte, hogy ez egy első ilyen méretű szökés legyen, azután zárják le az alagutat, és utólag további 400 fogoly szökjön meg rajta keresztül. Kódneveket használtak a művelet mindegyik részletére: Bushell a Nagy X volt, az alagutak pedig a Tom, Dick és Harry elnevezéseket kapták. Tilos volt az „alagút” szót kimondani. Az előkészületekben kb. 600 fogoly vett részt.
A szervezkedés már akkor kezdődött, amikor a foglyok még a Luft III keleti altáborában voltak. Nagyon közel új altábor épült részükre, az északi. Onnan akartak megszökni. Massey ezredes kérésére a németek jóváhagyták, hogy foglyok is vegyenek részt az építkezésben. Ezzel megismerték a terepet, vázlatokat készítettek a tábor felépítéséről és meghatározták a leendő alagutak nyomvonalát és hosszúságát. Az előkészületekhez szükséges anyagokat és szerszámokat is loptak onnan. Tudták, hogy a munka nehéz lesz, mert a tábor szándékosan nagyon homokos talajra épült.
Több csapatot létesítettek, mindegyiket a maga vezetőjével, amelyeket az X szervezet koordinált. Egy-egy csapatot az alagutak ásásával és a kiásott föld szétszórásával bíztak meg. Egy másik csapat fából és fémből készítette az ásáshoz szükséges dolgokat: szerszámokat, síneket, csilléket, levegőszivattyúkat, csöveket, mindet a táborban beszerezhető anyagokból. Rögtönzött szabók csapata civil ruhákat készített, az ún. „művészek” csapata dokumentumokat hamisított és sokszorosított, egy másik pedig térképeket készített és sokszorosított. Fontos csapat volt az őrszemeké, mely figyelmeztetett, ha német közeledett valamelyik olyan helyhez, ahol rátalálhatott valamire, ami felfedezése meghiúsította volna a szökést.

### Az alagutak ásása
A foglyok 1943 áprilisában kezdték el az alagutak ásását, bár ugyanakkor a német hadsereg főparancsnoksága azt a parancsot adta ki, hogy a civil ruhában vagy német egyenruhában elfogott szökevényeknek nem egyszerű fegyelmi büntetésben lesz részük, hanem hadbíróság elé fogják őket állítani, és halálbüntetésre is ítélhetik őket.
Az egyik bonyolult feladat az alagutakhoz vezető nyílások elkészítése volt úgy, hogy a németek ne találják meg. Olyan barakkokban készítették el ezeket, ahol laktak. Ezek viszonylag komfortosak voltak. Csak olyan helyeken csinálhatták a nyílásokat, ahol a vaskályha volt vagy a mosdó földig érő talapzaton, mert a deszkapadló alatt üres, rendszeresen a németek által ellenőrzött hely volt.

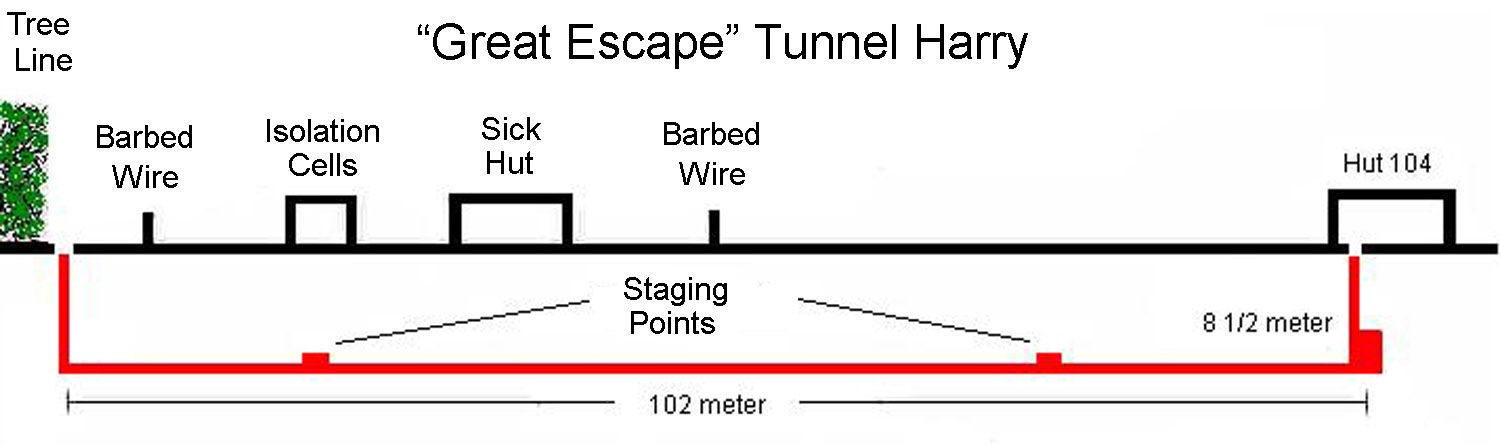
A Harry alagút vázlata

A Dick alagút a 122-es barakkból indult nyugat felé. A Tom alagútnak a 123-as barakk kályhája alatt volt a nyílása, és ugyancsak nyugatra irányult. Ezek bejáratai a legközelebb voltak a kerítéshez. A Harry alagút a 104-és barakkból indult északi irányban, és egy szögesdrót-kerítés, a tábor adminisztratív területe, egy második kerítés és egy út alatt kellett haladnia a tábort körülvevő erdő fái közé. Több mint 100 méterre számították ki a hosszúságát.
Az alagutakat kb. kilenc méteres mélységben ásták, hogy elkerüljék az ásást észlelni próbáló, a földbe helyezett mikrofonokkal, amelyek szeizmográfokhoz voltak kapcsolva. Keresztmetszetük 0,6 méteres volt néhány nagyobb helyiséget kivéve a homok összegyűjtésére, levegőszivattyúknak, műhelyeknek és pihenőhelyeknek. Mivel a föld homokos volt, a foglyoknak végig alá kellett támasztaniuk keretekre helyezett deszkákkal. Erre az egész altáborból szereztek be faanyagot, főleg az egész altábor kb. 2000 fekvőhelyének matracai alatt levő deszkákat használtak fel. Mindenféle szerszámokat készítettek olyan dobozokból, amelyekben tejport kaptak a Vöröskereszten keresztül. Az alagutak kivilágításához dobozokból készített lámpákat használtak levesről leszedett zsírral és rongyokból készített kanóccal. Még villanyvilágítást is sikerült kialakítaniuk. Paul Brickhill arról számol be könyvében, hogy egy villamosmérnök fogoly átdolgozta a hálózatot az összes barakkban és ezzel az alkalommal elég huzalt lopott, valamint a többi szükséges dolgot biztosította az alagutak villamos hálózata számára, amelyet a tábor hálózatához kötött. Igaz, hogy csak éjjel használhatták, amikor a táborban be volt kapcsolva a villany. A Tim Carroll által megtudott információk szerint a villanyvilágítást később, csak a Harry alagútba vezették be, amikor a táborban hangszórókat szereltek fel a németek, és egy fogoly egy egész huzalköteget vitt el egy oszlop tetején dolgozó civil villanyszerelő szeme láttára, aki nem merte jelenteni a lopást.
A levegőt az alagutakba kézzel működtetett szivattyúkkal nyomták be. Ezeket a fekvőhelyekből kivett részekből, hokiütőkből, tejporos dobozokból és katonazsákokból tákolták össze. A levegőt bejuttató csövek is dobozokból voltak.
A kivájt földet a nadrágjuk alá rejtett zsákokban vitték ki a barakkokból. Egy ilyen törülközőből vagy hosszú alsónadrág szárából készült. Lenti nyílását egy tűvel zártál le és ehhez egy madzagot kötöttek. Ennek vége a nadrág zsebében volt. Megfelelő helyeken zsebükben meghúzták a madzagot, és a homok kihullott a nadrágjukból. A tábor talaján vagy ezzel a céllal létesített kertecskékben szórták szét, de mivel sárgás volt, el kellett vegyíteni a felszíni szürke földdel.
A föld kihordását az alagutakhoz vezető lejáratokig meggyorsították azzal, hogy kis csilléket készítettek. Egy ilyen egy faplatóból állt fakereten, melynek négy fakereke volt fémtengelyen. Erre faládát tettek és kötéllel húzták fából készített síneken. Hason fekve rajtuk az alagutakban való közlekedésre is használták.
A munka nehéz volt. A három barakk mindegyikének tizenkét vájárja volt, akik négyen három műszakban dolgoztak. Fekve kellett ásniuk és az alagutat támasztaniuk. Gyakran omlott fentről föld, olykor sok, amíg megtámasztották. Általában kb. másfél métert sikerült kivájniuk naponta, éjjel-nappal dolgozva. Legalább háromszor naponta le kellett állniuk, hogy jelen legyenek a reggeli, délutáni és esti létszámellenőrzéseken olyan kinézettel, amely ne keltsen gyanút. Akkor is leálltak, amikor németek léptek be olyan barakkba, ahol alagút bejárata volt, addig, amíg a németek ottmaradtak. Az őrszemek csapatának sok tagja volt szerte az altáborban, és jelzési rendszerük volt, amellyel figyelmeztették a dolgozókat, akármikor szükséges volt. Ha nem lehetett másként, figyelmetlenséget tétetve belebotlottak a közeledő német katonákba vagy verekedést szimuláltak az útjukban. Német segítőik is figyelmeztették őket, amikor megtudták, hogy egyik vagy másik barakkot ellenőrizni fogják.

### ATomés aDickalagút vége
1943 nyarán a foglyok megtudták, hogy külön altábor lesz megépítve az amerikaiak számára, akik egyelőre a többiekkel együtt voltak, és közülük is részt vettek a szökés előkészítésében. Miután át fogják tenni őket, nem fognak tudni megszökni ők is a készülő alagutakon keresztül. Ezért elhatározták, hogy leállítják a Dick és a Harry alagút ásását, és a Tom alagútra koncentrálták egész erejüket, hogy kész legyen az amerikaiak elköltöztetése előtt.
A németek tudták a sok előző szökés és szökési kísérlet tapasztalatából, hogy a foglyok folyton erre gondolnak, és gyanították, hogy újabb szökés készül. Létezett a foglyok által „görények”-nek nevezett katonák olyan csapata, amely állandóan ilyen tevékenység nyomait kutatta a táborban járőrözve, a földet vasrudakkal szurkálva, a barakkok alatti űrbe vagy a tetejük alá bújva éjjel, hogy kihallgassák, mi történik a barakkokban. stb.
A foglyok felgyorsították a Tom alagút ásását és kevésbé lettek elővigyázatosak. A németek megláttak néhányszor figyelmetlenül elszórt homokot és biztosak lettek abban, hogy alagút ásása folyik. Lázasan elkezdték keresni. Végül 1943 szeptemberében, amikor csaknem kész volt, rátaláltak a Tom bejáratára. A németeket meglepte az alagút ötletes elkészítése. Berlinből jöttek hivatalos személyek megszemlélni, fényképeket készítettek az alagútról, majd felrobbantották. A táborparancsnok kis kiállítást rendezett be a fényképekből, hogy képezze alárendeltjeit a témában.
A Dick és a Harry ásását csaknem rögtön újrakezdték, de újból leállították a sokkal szigorúbb szökést megakadályozó német intézkedések, és a tél közeledése miatt. Végül abbahagyták a Dick ásását, de felhasználták raktárnak és műhelynek.

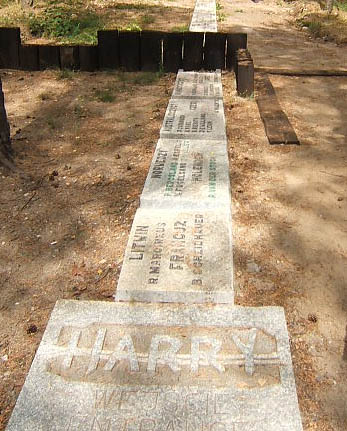
A Harry alagút bejáratának helye és útvonalának kezdete

A Harry alagút munkálatait 1944. január 10-én újították fel. Már nem tudták a felszínre szórni a homokot a hó miatt és a Dick alagútba tették, majd a színházbarakk padlózata alá.

### Egyéb előkészületek
Mindenféle más előkészületek már az alagutak ásásával egyidőben kezdődtek el és nem álltak le az ásás leállításának időszakaiban sem. A művészek csapata különféle hamis igazolványokat, engedélyeket és egyéb dokumentumokat készített eredetieket lemásolva, valamint hamis névre úgymond hozzátartozóktól kapott leveleket, mindent olyan anyagokkal és észközökkel, amelyeket német katonák szereztek be nekik. Egyes eredetieket kiszökött és visszahozott foglyok loptak kint. Télen másokat foglyok kiloptak németek köpenyének ujjának felhajtott részéből. Ezeket lemásolták, majd visszajuttatták. Az egyik náciellenes tizedes kivitt kézzel készített dokumentumokat, felesége írógépen lemásolta, majd a tizedes ezeket vitte be a foglyoknak. Egy német segítségével írógépet is beszereztek. A szökésig kb. 400 viszonylag jó minőségű hamisítványt gyártottak, bár egyeseket nehéz volt hamisítani.
A megvesztegetéssel és zsarolással beszerzett fényképezőgéppel készítették el az igazolványfényképeket, vagy egy olyannal, amelyet egy német százados adott nekik kölcsön. Elő is hívta a fényképeket, amelyeket a foglyok úgymond az otthoniaknak szántak. Tim Carroll értesülései szerint a százados tulajdonképpen tudta, mire valók, Guy Walters értesülései szerint csak arról volt szó, hogy a százados nem tartotta be szigorúan a szabályokat.
A térképek csapata térképeket sokszorosított a környékről beszerzett információk alapján készített rajzok nyomán, és a legmegfelelőbb útvonalakról a célországok felé németek által átadott eredeti térképek alapján. Egyes térképeket az MI9 hadifoglyok segítésével foglalkozó brit titkosszolgálat juttatott be nekik. A szökésig kb. 4.000 példányt készítettek ilyenekből, egyes értesülések szerint egy foglyok által megépített stencilgéppel, mások szerint géllemezzel.
A tizenkét szabó civilruhákat varrt régi egyenruhákból és a Vöröskereszten keresztül kapott szövetből, vagy olyan szövetből, valamint cérnával és gombokkal, amelyeket németek szereztek be nekik. A szökéskor 6 overall, 12 német egyenruha, 200 zakó, 200 nadrág, 40 kabát, 100 öltöny, 250 sapka, 40 nyakkendő és 10 hátizsák volt kész. Civil ruhákat az MI9 is küldött.
Iránytűket is készítettek. Paul Brickhill leírása szerint egy ilyen doboza gramofonlemez darabjából készült. Egy ráforrasztott pici foglalattal ellátott és mágneshez való dörzsöléssel mágnesesített varrótű forgott egy gramofontűből készült tengelyen. Teteje egy ablaküveg darabjából készült. Mágneses tűk az MI9-től is származtak. Tim Carroll értesülései szerint a tűt mágnesesített borotvapengéből vágták ki, és a szélrózsát hajszálakból készült finom ecsettel rajzolták egy kartondarabra, amit a doboz aljára helyeztek. 250 iránytűt készítettek el Paul Brickhill szerint, 500-at Guy Walters értesülései szerint, és még tizenkettőt az MI9-től kaptak.
Az elkészített dolgokat dupla falakba, a Dick alagútba vagy egy olyan barakk padlására rejtették, amelyben latrinák voltak.
Egy külön csapat a szökéshez szükséges információkat szerzett be. Egyes tagjai rendelkeztek részletes ismeretekkel Németországról, mások a környező országokról. Ezekre szüksége volt a majdani szökevényeknek és a hamisítóknak. Információkat gyűjtöttek a szövetségesek részére is, bár ezt letagadták a háború után, mivel kémkedésnek minősült, amit nem engedett meg a genfi egyezmény.

## A szökés

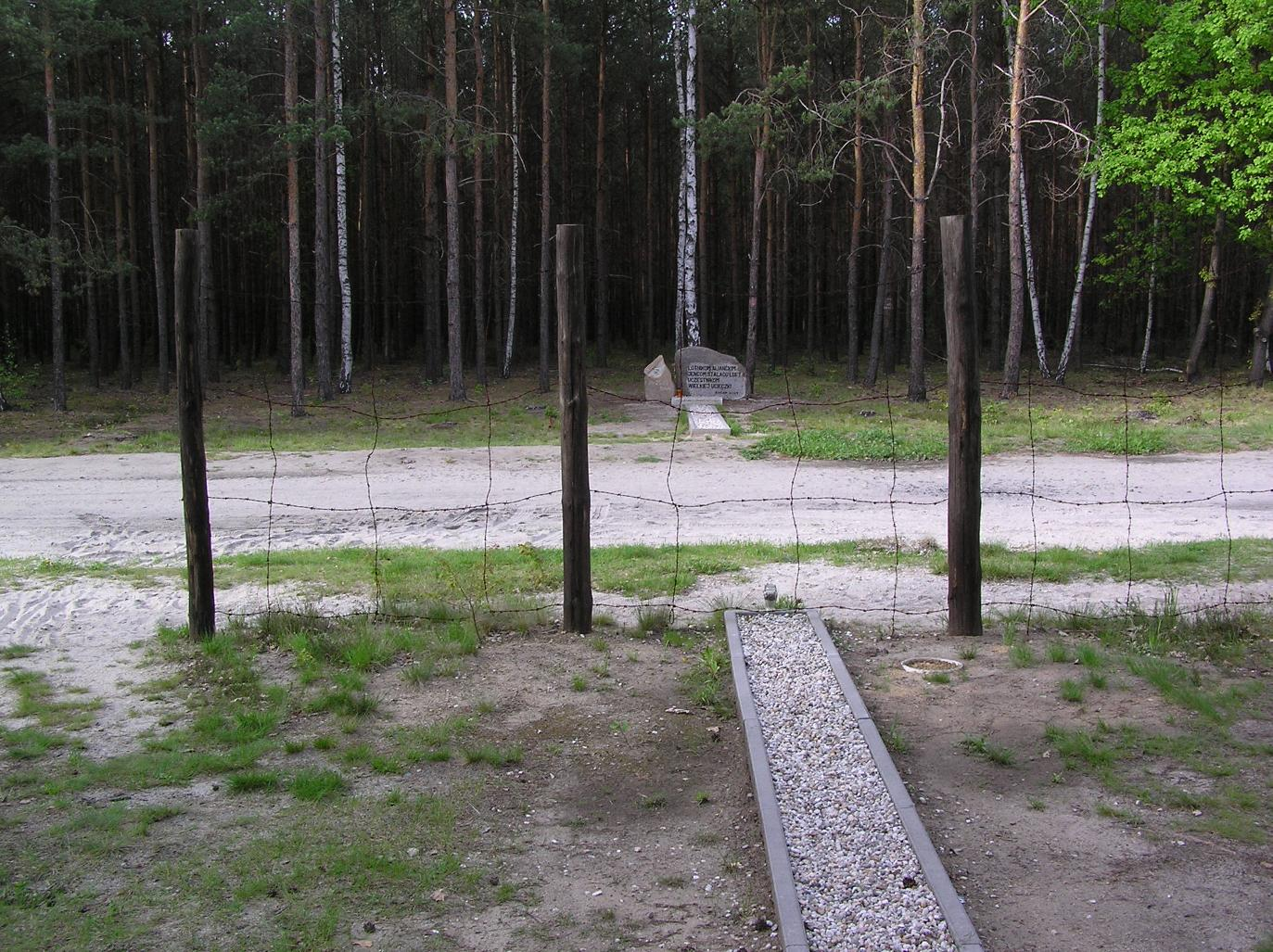
A Harry alagút végső része a kijárata helyével és az odahelyezett emlékkővel

1944 februárjának vége felé a Gestapo élénkebben kezdett foglalkozni a hadifoglyokkal, a szökést katonai vagy rendőrségi börtönnel kezdték büntetni, és egyes szökevényeket át lehetett adni a Gestapónak, ami életveszélyes lehetett. A tábor személyzete újból meg volt győződve arról, hogy szökés készül. Homályos információik voltak a készületekről olyan foglyok részéről is, akik nem voltak elég diszkrétek a leveleikben vagy amikor német katonákkal társalogtak. Az ellenőrzések élénkebbek lettek. A 104-es barakkot is részletesen átkutatták, de nem találták meg a Harry lejáratát.
A tábor személyzete figyelmeztette a foglyokat azokról a kockázatokról, amelyek a hatóságok, de a lakosság részéről is fennálltak, ugyanis ez már gyűlölte a szövetséges repülősöket az egyre erőteljesebb bombázások miatt. A figyelmeztetés főleg a tömeges szökésre vonatkozott, amely első fokú, az egész országra kiterjedő nyomozást jelentett. Német segítőik azt tanácsolták nekik, hogy, ha már meg akarnak szökni, akkor csak minél kevesebb számban tegyék egyszerre.
Ennek ellenére a foglyok nem mondtak le a szökésről, vagy azért, mert azt hitték, hogy a figyelmeztetés csak blöff, hogy ne szökjenek meg, vagy mert nem hitték, hogy a németek valóban megszegnék a genfi egyezményt, vagy mert meg voltak győződve róla, hogy sikerülni fog a szökésük, vagy mert minden kockázatot vállaltak, annyira nem bírták már a fogságot, főleg az évek óta fogva tartottak. Egyébként Bushell és az X szervezet egyes tagjai úgy hitték, hogy azok közül, akiknek majd gyalog kell menniük, csaknem mindegyikét elfogják, de a szökés nemcsak a szabadságuk esetleges visszaszerzését jelentette nekik, hanem lázadásként is felfogták, valamint az ellenség arra való kényszerítéseként is, hogy minél több katonát vonjon be a szökevények keresésébe.
Ugyanabban a hónapban az X szervezet felkérte azt a kb. 600 foglyot, akik részt vettek az élőkészületekben, hogy jelentkezzenek a megszökni kívánók. 510-en jelentkeztek. Kiválasztottak közülük 200-at. Előbb 30-at sorsoltak ki azok közül, akiknek a legtöbb esélye volt, hogy boldoguljanak a szökés után, azaz, akik tudtak németül vagy ismertek egyéb nyelveket, vagy már megszöktek előbb is. A következő 20-at azok közül sorsoltak ki, akik a legtöbbet dolgoztak az alagutak ásásában. Azon 20 fogoly kisorsolása következett, akik a legtöbbet járultak hozzá a szökéshez a felszínen mint homokszétszórók, őrszemek vagy a műhelyekben. A következő 30-at ugyanúgy választották ki azok közül, akik kiestek az előbbi sorshúzások nyomán. 200-ig még kisorsoltak 100-at a többiek közül.
Március 14-ére az alagút elkészült, beleértve a kivezető függőleges részt, amelyet a legnehezebb volt kiásni. Csak 15 centimétert hagytak meg a felszínig. Megtámasztották a megmaradt réteget és egy, a szökéshez megfelelő éjszakára vártak. A németek gyanúja és kutatása egyre inkább a 104-es barakkra irányult, amelyet újból tüzetesen átkutattak eredmény nélkül, de az X szervezet most már meggyőződött arról, hogy a szökést minél előbbre kell hozni.
Kineveztek embereket, akik ellenőrizték tíz-tíz fogolyból álló csoportok felkészültségét a szökésre. Azt ellenőrizték, hogy megvan-e mindenük, ami kellett: hamis név, életrajz arra az esetre, ha kihallgatják őket. Kiosztották a hamis igazolványokat és engedélyeket. A foglyok többsége megszállt országokból való munkásoknak adta ki magát. Civil ruhát, iránytűt, térképeket kaptak és bőröndöket azok, akik vonattal akartak utazni, valamint ételt. Ezt rögtönzött szakácsok készítették csomagokban kapott élelmiszerekből. Összefőztek cukrot, kakaót, csokoládét, sűrített tejet, árpát, mazsolát, margarint, szőlőcukrot és kekszet, amiből egy ragacsos keverék lett. Kb. negyven között, akik vonattal akartak utazni, szétosztották azt a néhány ezer német márkát, amit németektől és az MI9-től kaptak. Akiknek megvoltak a megfelelő ismereteik kiképzéseket tartottak az alagútban való közlekedésről, a németországi szokásokról, azokról az országokról, ahova el akartak jutni a szökevényjelöltek, a vonatok menetrendjéről, melyet szintén egy némettől kaptak, és az útvonalakról. A fémmel dolgozók több tíz kulacsot készítettek víznek.
Március 24-én este elkezdődött a szökés. Az embereknek a csillék platformján hason fekve kellett menniük. Az elsők eljutottak a kijárathoz, nagy nehezen felnyitották és azt vették észre, hogy eltévesztették az alagút hosszát. Ugyanis nem fák között nyílt meg, hanem Paul Brickhill szerint három méterrel előttük, Guy Walters értesülései szerint négy és fél méterrel, Tim Carroll tudomása szerint majdnem nyolc méterrel. Ez veszélyes volt, mert megláthatta őket a 15 méterre onnan levő őrtoronyban álló katona. Ezen kívül két őr köröket tett a kerítésen belül, annak mentén, és várni kellett, amíg elhaladtak a nyílás közelében. Úgy oldották meg, hogy kötelet vittek a kijárathoz, az egyik már kikerült szökevény elbújt egy, a „görények” által a foglyok megfigyelésére felállított rejtekhely mögé a kötél végével és meghúzásával jelezte a nyílásnál levőnek, hogy mikor lehet kibújni. Szerencsére az őrtoronyban álló és a két másik katona nem nézett a táboron kívülre. A szökevények rendben bújtak ki a sorsolások sorrendjében és elindultak az útvonalukon. Késések keletkeztek többször. A poggyászok megbillentették a csilleplatformokat és kisiklásokat okoztak. Légiriadó is közbejött, és a fényt leoltották a táborban, tehát az alagútban is. Ekkor leállt a szökés, amíg lámpákat gyújtottak. Háromszor beomlás is történt, ami lezárta az alagutat, és idő telt el, amíg eltávolították a földet és újra megtámasztották az alagút megfelelő részét. Egyszer a csillehúzó kötél elszakadása is késést okozott. Néhány klausztrofóbiást pánikroham fogott el, és vissza kellett vinni őket az alagútból. Ez is késleltette a szökést. Kevéssel reggel öt óra előtt csak 79 szökevény jutott ki. 76 tovább indult, de a többi három már nem tehette, mert egy katona a táboron kívüli úton haladt, meglátott egy éppen kimászott szökevényt és kővé meredt, de elsütötte találomra a fegyverét. Meglátta a kijáratot is és megállította az éppen kibújó 80. szökevényt, majd fütyülőjével riasztotta az toronyban álló őrszemet, az pedig telefonon riasztotta a tábor személyzetét.

## A szökevények sorsa
A 76 szökevény elfogására országos keresés indult. A szökésről hírt adtak a rádióban, hogy a lakosság is segítsen a keresésben, és több ezer embert mozgósítottak erre a hadseregből, a különféle rendőrségekből, a Gestapóból stb. A határőröket is riasztották a csehszlovák, a svájci, a francia és a dán határ mentén, valamint a haditengerészetet is a Balti-tenger kikötőiben.
Csaknem az összes szökevényt két hét alatt elfogták a tábortól különböző távolságokra levő helyeken, egyeseket nagyon közel, másokat német, lengyel vagy cseh helységekben. Elfogásukat megkönnyítette az, hogy szokatlanul hideg március volt sok hóval, és a gyalog járó szökevényeknek az utakon kellett haladniuk.
Csak hárman kerülték el az elfogást. Két norvég simán eljutott vonattal Szczecinbe, onnan egy svéd hajón a semleges Svédországba, majd repülővel Angliába. A harmadik, egy holland, vonattal eljutott szülővárosába, Utrechtbe, de nem léphetett kapcsolatba családjával, mert azt a Gestapo figyelte. Három ország földalatti mozgalma segített neki. Hat hét utáni hollandiai bujkálás után átment Bruxelles-be, ott is hat hétig bújtatták, majd Párizsba ment. Franciaországot átutazva eljutott a Pireneusokig, és partizánok segítségével átment a független Spanyolországba. Madridban jelentkezett a brit nagykövetségen, ez Gibraltárba küldte, és onnan repülőn Angliába ment. Négy hónap telt el a szökése óta.
A szökés után Adolf Hitler agyon akarta lövetni az összes elfogottat. Hermann Göring elérte, hogy ezek számát valamivel több mint a felére csökkentsék. Heinrich Himmler adta ki az agyonlövetési parancsot pontosítva benne, hogy az életben hagyottak között legyenek az ún. prominens személyiségek. Az összes elfogottat kihallgatta a Gestapo vagy a Kripo (bűnügyi rendőrség) és kiválasztották az agyonlövetendőket. Tizenöt szökevényt visszavittek a Luft III-ba, és ezek megúszták három heti fogva tartással a tábor börtönében. Hármat egy Barth közelében levő hadifogoly-táborba vittek, ötöt pedig a sachsenhauseni koncentrációs tábor egy külön részlegébe, ahol könnyebb életkörülményeik voltak, mint a főrészlegben tartott deportáltaknak. Közülük négyen és még egy ott megismert brit tiszt alagutat ástak és három hónap után megszöktek, de elfogták és visszavitték őket.
| 20 brit       |
| 6 kanadai     |
| 6 lengyel     |
| 5 ausztrál    |
| 3 dél-afrikai |
| 2 új-zélandi  |
| 2 norvég      |
| 1 argentínai  |
| 1 belga       |
| 1 csehszlovák |
| 1 francia     |
| 1 görög       |
| 1 litván      |

Súlyosan megszegve a genfi egyezményt, a többi ötven szökevényt, köztük Bushellt is titokban agyonlőtte a Gestapo, külön egyet vagy kettőt, és hivatalos indoklásként azt terjesztették, hogy ellenálltak az elfogásukkor, vagy hogy kísérésük közben próbáltak megszökni. A megölteket elhamvasztották és urnáikat, amelyeken hamvasztásuk helysége és dátuma is meg volt jelölve, valamint a náluk levő személyes tárgyakat elküldték a Luft III-ba, hogy rettentsék el a többi foglyot újabb szökési kísérletektől. A megbüntetett táborparancsnok helyére kinevezett új táborparancsnok megengedte a foglyoknak, hogy mauzóleumot építsenek az urnák részére a tábor mellett, a volt parancsnok adományozta anyagokból. December 4-én a mauzóleumnál megemlékezést tartottak a foglyok képviselőinek, a táborparancsnok helyettesének és a svájci követség egyik tagjának jelenlétében. Német katonákból álló csoport sortűzzel tisztelgett.
Az egyik Sachsenhausenba vitt szökevényt, aki Winston Churchill távoli rokona volt, elvitték a svájci határhoz és elengedték szóbeli üzenettel Churchill számára, azt sugallva, hogy bizonyos kedvező feltételekkel Németország kapitulálna a nyugati szövetségesek előtt.
1945 februárjában a többi négy Sachsenhausenba vitt foglyot az ottani másik angollal együtt elvitték és egy ún. prominens foglyok csoportjához adták hozzá, akiket túszokként tartottak. Közöttük volt például Léon Blum volt francia miniszterelnök és Kurt Schuschnigg volt osztrák kancellár. Ezt a csoportot Észak-Olaszországba vitték anélkül, hogy tudni lehetett volna, milyen sorsot szánnak neki. Végül egy amerikai alakulat kiszabadította a foglyokat.
A Luft III-ban egyes foglyok újabb alagutat kezdtek ásni a színházbarakk alól indulva ki, mely a kerítésig ért. A tél elején lezárták, hogy esetleg megszökjenek, ha a helyzetük veszélyessé válik. Egyébként az MI9 azt üzente nekik, hogy ne szökjenek meg. 1945 januárjában, mivel a Vöröshadsereg a táborhoz közeledett, a foglyokat elindították onnan és nehéz körülmények között vitték ide-oda Németországon keresztül Lübeck környékéig, ahol 1945. május 2-án felszabadította őket egy brit alakulat.

## Bűnügyi nyomozások és perek
A brit kormány először 47 fogoly haláláról értesült a németek által megadott indoklással egy 1944 májusában a Luft III-ba küldött bizottságtól. Ezt Svájc, Nagy Britannia védő hatalma küldte a táborba. Később egy Németország által küldött jegyzék 50-re pontosította a megöltek számát ugyanazzal az indoklással. Anthony Eden külügyminiszter, aki jelentett erről a Képviselőháznak, arról is szólt, amit Massey ezredestől tudott meg, miután a tisztet egészségi okok miatt kiszabadították a németek. Az ő elmondásából azt a következtetést vonták le, hogy a németek indoklása nem lehet valós, és Eden közölte a kormány azon szándékát, hogy a bűnösöket kutassák fel és állítsák bíróság elé.
Németország kapitulálása után 1945 augusztusában a Brit Királyi Légierő (BKL) Különleges Nyomozó Osztálya öt tagú csoportot küldött Németországba, hogy bizonyítékokat keressen az elkövetett háborús bűncselekményről és felkutassa a bűnösöket. 1946 márciusáig nem találtak semmit. Akkor megtalálták a Gestapo egyik Prágában fogva tartott tagját, aki beismerte, hogy részt vett két Csehországban elfogott szökevény meggyilkolásában. A további nyomozások során letartóztattak a szökevények meggyilkolásának vádjával tizennyolc gestapóst és a BKL 1. számú Háborús Bűncselekmények Elleni Bírósága elé állították őket. A perük 1947. július 1-én kezdődött, és a végén tizenhárom vádlottat halálra ítéltek és kivégeztek. Három életfogytiglani, kettő pedig tíz-tíz évi börtönbüntetést kapott. 1948-ban elfogtak még három gyanúsítottat, akik közül csak egy került börtönbe, a többi kettőt pedig kiszabadították a brit megszálló hatóságok, mert nem tartották eléggé bebizonyítottnak a bűnösségüket.

## Részvevők véleménye a szökésről
A háborút átélő szökevények többsége pozitívan ítélte meg a nagy szökést. 2004-ben még élt hét részvevője, és Tim Collins kapcsolatba lépett velük. Négyen mondtak véleményt a szökésről. Az egyik szerint az ötvenek halála tragikus, de szokásos háborúban, és osztotta Roger Bushell véleményét, hogy a szökés célja az ellenség zaklatása és zavaros helyzetbe hozása volt. Hasonló véleményen volt még két volt szökevény. Viszont egy másik szerint az ötvenek halála, főleg amikor világos volt, hogy hamarosan legyőzik Németországot, felesleges áldozat volt. Guy Walters értesülése szerint így vélekedett két olyan volt fogoly is, akik csak a szökés előkészítésében vettek részt.

## A nagy szökés emléke

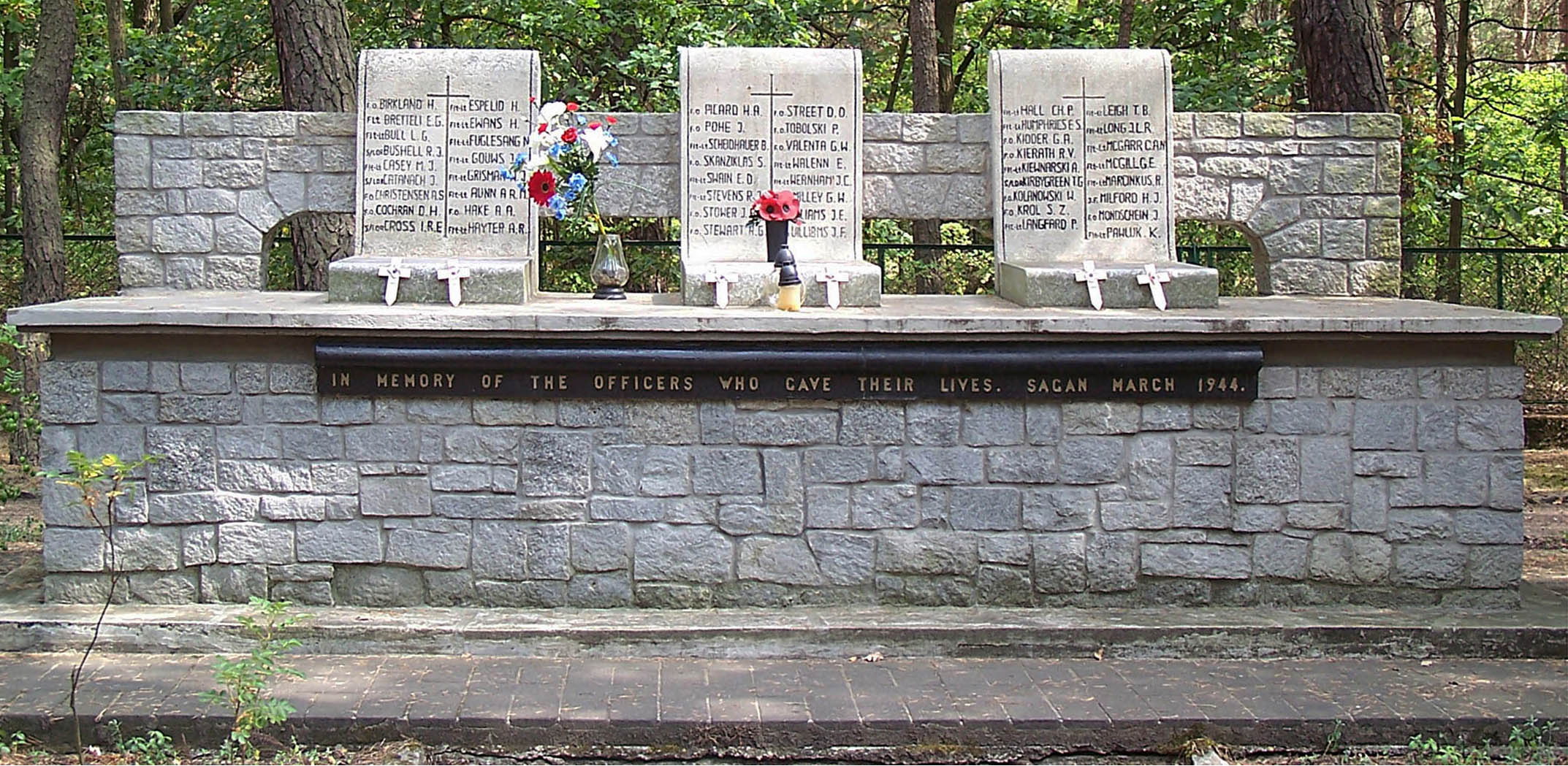
Az Ötvenek emléktáblái Żagań közelében

A nagy szökés emlékét elsősorban emlékhelyek tartják fenn. A legfontosabb a żagańi Hadifogolytáborok Múzeuma.
Nagyobb közönség 1950-ben ismerhette meg részletesen a nagy szökés történetét, amikor megjelent róla Paul Brickhill ausztrál író The Great Escape című nem fikciós könyve. Ő is foglya volt a Luft III tábornak és részt vett a szökés előkészítésében. Előbb őrszem volt, majd vájár, de klausztrofóbiás volt és a hamisítók őrszemcsapatának a főnökségét bízták rá. Nem engedték megszökni, mert pánikroham foghatta volna el az alagútban és leállíthatta volna az utána haladókat.
Brickhill könyvét vették alapul 1963-ban A nagy szökés című John Sturges rendezte amerikai film elkészítéséhez, amelyben a fikciónak nagy súlya van a valósághoz viszonyítva.
Újra felhasználták a történetet a kétrészes 1988-ban készült The Great Escape II: The Untold Story (A nagy szökés II. Az elmondatlan történet) című amerikai tévéfilmben. Második részének témája az ötven szökevény gyilkosainak felkutatása és megbüntetése. Ez a produkció is tartalmaz sok fikciós elemet.
2011-ben brit televíziós dokumentumfilm készült Digging of the Great Escape (Ásatások a nagy szökés után) címmel azokról a kutatásokról, amelyeket a Luft III helyén végeztek. Részt vettek a filmben régészek, mérnökök, repülős tisztek és volt foglyok. Megtalálták az alagutak és egyes felhasznált tárgyak maradványait, köztük egy rádióvevőéit is. Rekonstruáltak is a szökésre előkészítő tevékenységeket: megástak egy alagútrészt, elkészítettek levegőszivattyút, csillét, iránytűt, hamis dokumentumot stb. a Brickhill könyvében leírt anyagokkal és módszerekkel, és kipróbálták az alagútban való közlekedést.